# Schismatoglottis decipiens
Schismatoglottis decipiens är en kallaväxtart som beskrevs av Alistair Hay. Schismatoglottis decipiens ingår i släktet Schismatoglottis och familjen kallaväxter. Inga underarter finns listade.